# 埃默农维尔
埃默农维尔（法語：Ermenonville，法語發音：[ɛʁmənɔ̃vil]）是法国瓦兹省的一个市镇，属于桑利斯区。

## 地理
埃默农维尔（49°7'34"N, 2°41'45"E）面积16.49 平方千米，位于法国上法蘭西大區瓦兹省，该省份为法国北部内陆省份，北起索姆省，西接厄尔省和滨海塞纳省，南至塞纳-马恩省和瓦兹河谷省，东临埃纳省。
与埃默农维尔接壤的市镇（或旧市镇、城区）包括：方丹沙利、洛内特河畔韦尔、埃沃、勒普莱西贝尔维尔、蒙塔尼圣费利西泰。

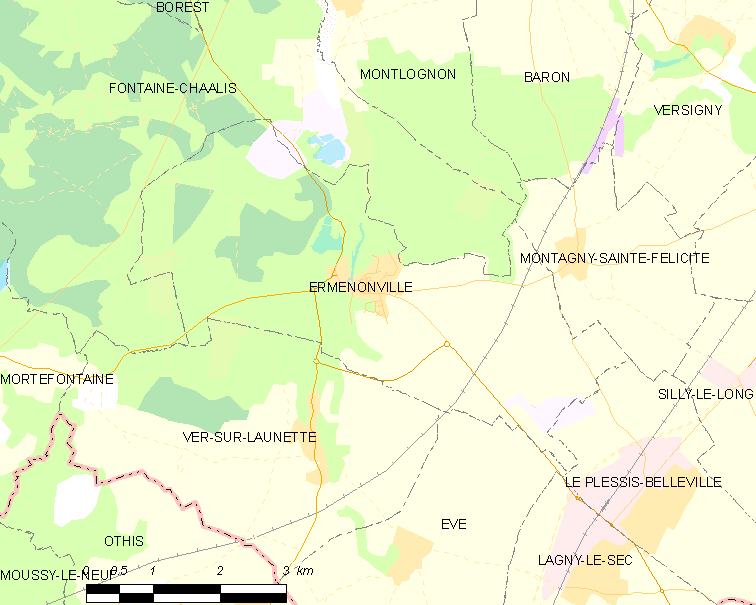
埃默农维尔的OSM定位图

埃默农维尔的时区为UTC+01:00、UTC+02:00（夏令时）。

## 行政
埃默农维尔的邮政编码为60950，INSEE市镇编码为60213。

## 政治
埃默农维尔所属的省级选区为楠特伊勒欧杜安县。

## 人口

1962-2008年间埃默农维尔人口变化图示

埃默农维尔于2022年1月1日时的人口数量为927人。